# Proferio Grossi

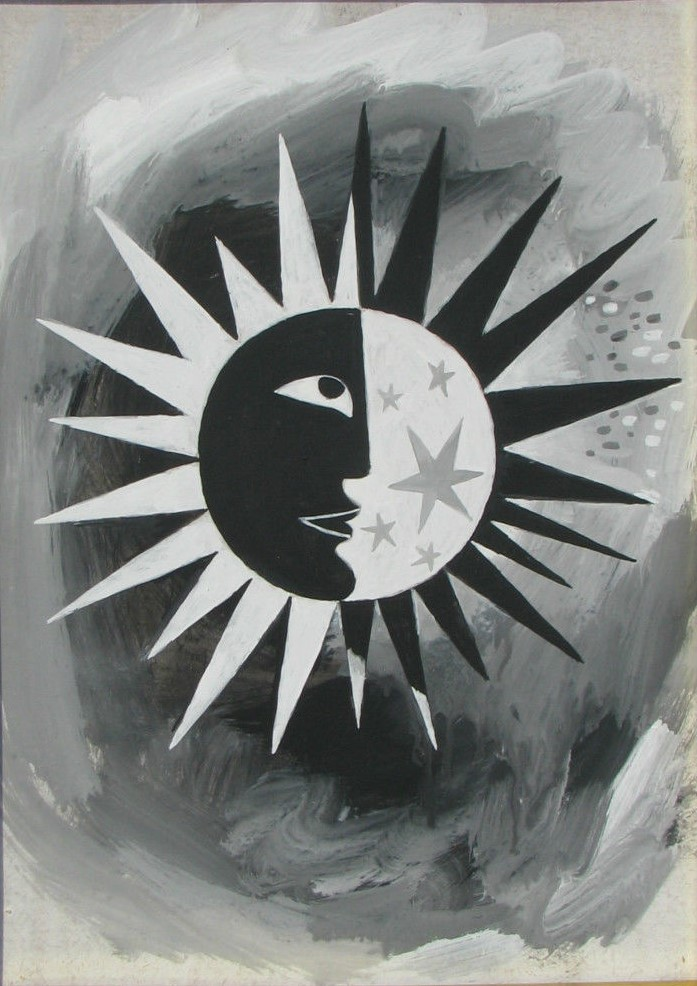
Proferio Grossi - L'uomo e lo spazio (luce in espansione) - Parma, Collezione privata

Proferio Grossi (Vignale, 1º marzo 1923 – Parma, 4 novembre 2000) è stato un pittore italiano.

## Biografia

### Gli anni dell'astrattismo
Proferio Grossi nasce il 1º marzo 1923 a Vignale di Traversetolo, paese della collina parmense, e dopo gli studi classici a Parma si trasferisce a Milano, dove frequenta per poco tempo l'Università commerciale Luigi Bocconi e poi si iscrive all'Accademia di Brera. Qui diventa l'allievo prediletto di Atanasio Soldati, suo concittadino e caposcuola dell'Astrattismo geometrico. Nel 1948 aderisce al MAC (Movimento Arte Concreta) e nel 1952 a San Mariono 1º Premio Citta di San Marino con l'opoera " L'anguria e il ontadino" 1954 allestisce la sua prima personale nello Studio B 24 a Milano, dove poi nel 1957 organizza la 1ª Rassegna Arte Concreta alla Galleria Schettini.

### L'approdo alle nature morte
Negli anni successivi Proferio Grossi conquista un meritato successo con l'adozione di una pittura d'oggetti, in un discorso estetico che porta avanti fino agli ultimi giorni della sua vita, alternandolo al filone astratto, sperimentando tecniche e soluzioni originali, in una dialettica convivenza di momenti espressivi, sostenuti da una matrice ispirativa unitaria. A rendere unica e straordinaria la sua pittura è l'atmosfera ritmica, musicale, che caratterizza astratto e figurativo: come se una persona raccontasse una stessa storia in due lingue parallele. 

### Le mostre, gli incarichi e i premi
Numerose sono le mostre personali, di gruppo e antologiche tenute da Proferio Grossi in gallerie italiane e straniere, da quella alla Camattini di Parma nel 1960 all'ultima del settembre 2000 a Suzzara. Per i suoi meriti artistici viene nominato membro dell'Accademia di Belle Arti di Parma e di altre qualificate accademie, fra cui la Arts Sciences Lettres di Parigi. Di lui scrivono autorevoli critici su giornali, riviste e prestigiose pubblicazioni d'arte: è tra gli artisti invitati nel 1986 a realizzare un'opera per la celebrazione del 6º Centenario della Fondazione del Duomo di Milano.
Grossi è presidente dell'Associazione Parmense Artisti per una decina d'anni, sin dalla fondazione nel 1980. Tra i vari riconoscimenti in quasi sessant'anni di attività pittorica, riceve nel 1992 il premio europeo Lorenzo il Magnifico dell'Accademia Internazionale Medicea di Firenze nel 1952 a S. Martino, Noceto vince il primo premio con il Dipinto l'anguria e il contadino 1994 il premio Felce a Bologna. Illustra copertine di riviste e vari libri, tra cui Fantasmi e leggende dei castelli parmensi di Tiziano Marcheselli, Per Anna di Vincenzo Buonassisi e Verdi, il monumento ritrovato, con mostre dei 28 grandi dipinti di quest'ultimo libro al Ridotto del Teatro Regio di Parma, nel Castello di San Secondo Parmense e a Busseto.

### Gli affreschi
Proferio esegue ritratti di celebri personaggi, murales e affreschi a Melzo, Gardone, Diamante, Ciano d'Enza (Matilde di Canossa), nella Casa di riposo a Traversetolo, nella chiesa di Santa Maria del Rosario a Parma (pale d'altare) e nella chiesa di San Lorenzo di Guardasone (Madonna degli automobilisti), località della provincia di Parma ove costruisce anche la sua villa-castello sul finire degli anni '60, abitandola soprattutto d'estate, mentre gli inverni li trascorre nell'appartamento di Milano.

### L'intitolazione post mortem
Dopo una breve malattia, Proferio Grossi muore all'Ospedale Maggiore di Parma il 4 novembre 2000, all'età di 77 anni. Il 6 dicembre 2008 il Comune di Traversetolo gli intitola la Sala del Consiglio Comunale nel centro civico "La Corte", esponendo in modo permanente l'intero ciclo dei suoi 28 dipinti verdiani (un importante omaggio dell'artista al monumento a Giuseppe Verdi di Parma realizzato da Ettore Ximenes, bombardato durante la seconda guerra mondiale), che gli eredi di Grossi hanno così donato al Comune del paese natìo.